# سبارتاك موسكو

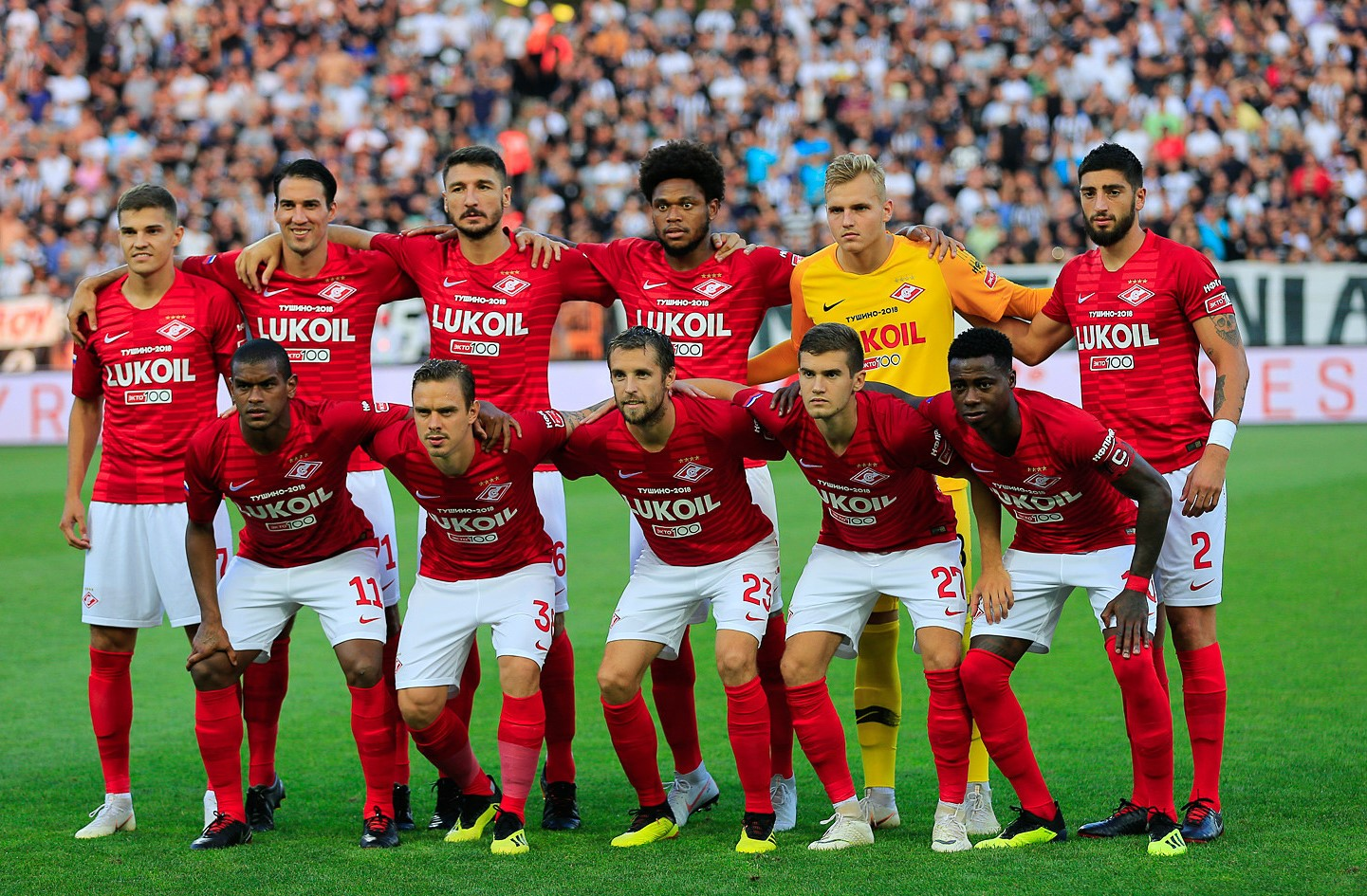
لاعبو سبارتاك موسكو عام 2018

نادي سبارتاك موسكو لكرة القدم (الروسية: Футбольный клуб «Спартак» Москва) هو نادي كرة قدم روسي يلعب في الدرجة الأولى تم تأسيسه في 18 أبريل 1922. وهو أقدم الأندية الروسية والأكثر شعبية.
سبارتاك موسكو من أعرق وأقدم الأندية الروسية لكرة القدم، فهو يملك سجلاً وصفحةً جميلة بالانتصارات، تأسس على أيدي القيادات النقابية، ونظم النادي أول بطولة لكرة القدم في الاتحاد السوفيتي وكان ذلك في عام 1936 وفاز بها، وفي فترة الاتحاد السوفيتي السابقة كان الفريق مدعوماً من قبل الرئاسة دعمًا كبيرًا، وفي تلك الفترات كان الفريق يبذل أقصى جهد للفوز بالمباريات لذلك أخذ اسم الفريق سبارتاك (Спартак) والتي تعني الروح.
أسس النادي أربعة أشقاء تعرضوا لكثير من القمع والأذى لتشكيلهم الفريق قبل الحرب، وأول رئيس للنادي كان الأخ الأكبر (نيكولاي ستاروستن)، فبعد نهاية الحرب قدم نيوكلاي الفريق كأحد المؤسسات الكبرى في الاتحاد السوفيتي، وحقق الفريق في عهده الإنجازات؛ ففي عامي 1952 و1953 حصل الفريق على الدوري السوفيتي، لكن كانت القفزة الكبيرة للفريق في نهاية السبعينيات عندما استطاع الفريق حصد بطولات الدوري والكأس لعدة مرات وذلك بفضل اللاعب والمدرب الأسطوري كوستانتين بيسكوف، لكن بعد انهيار الاتحاد السوفيتي أصبح سبارتاك أعظم فريق في روسيا حيث ساعد النادي مدرب الفريق (رومانتسيف) على جمع أفضل اللاعبين في الاتحاد السوفيتي في سبارتاك موسكو، وفي فترة التسعينيات حقق سبارتاك 9 بطولات دوري فلم يكن يوجد فريق استطاع منافسته، فقد سجل نفسه كأفضل الأندية الأوروبية في تلك الفترة لكن في بداية القرن الحادي والعشرين بدأ مستوى الفريق في التراجع، لكن بدأت إدارة الفريق الآن بقيادة السيد (كاربن) على إعادة الفريق إلى النجومية.

## الإنجازات
- الدوري السوفيتي الممتاز (12): 1936، 1938، 1939، 1952، 1953، 1956، 1958، 1962، 1969، 1979، 1987، 1989.
- كأس الاتحاد السوفيتي (10): 1938، 1939، 1946، 1947، 1950، 1958، 1963، 1965، 1971، 1992.
- الدوري الروسي الممتاز (10): 1992، 1993، 1994، 1996، 1997، 1998، 1999، 2000، 2001، 2016–17.
- كأس روسيا (4): 1993–94، 1997–98، 2002–03، 2021–22.
- كأس السوبر الروسي (1): 2017.

## وصلات خارجية
- الموقع الرسمي نسخة محفوظة 2 فبراير 2011 على موقع واي باك مشين. (بالروسية) (بالإنجليزية) (بالصينية)